# Girau do Ponciano
Girau do Ponciano est une ville brésilienne de l'État de l'Alagoas. La municipalité s'étend sur 504 km2.

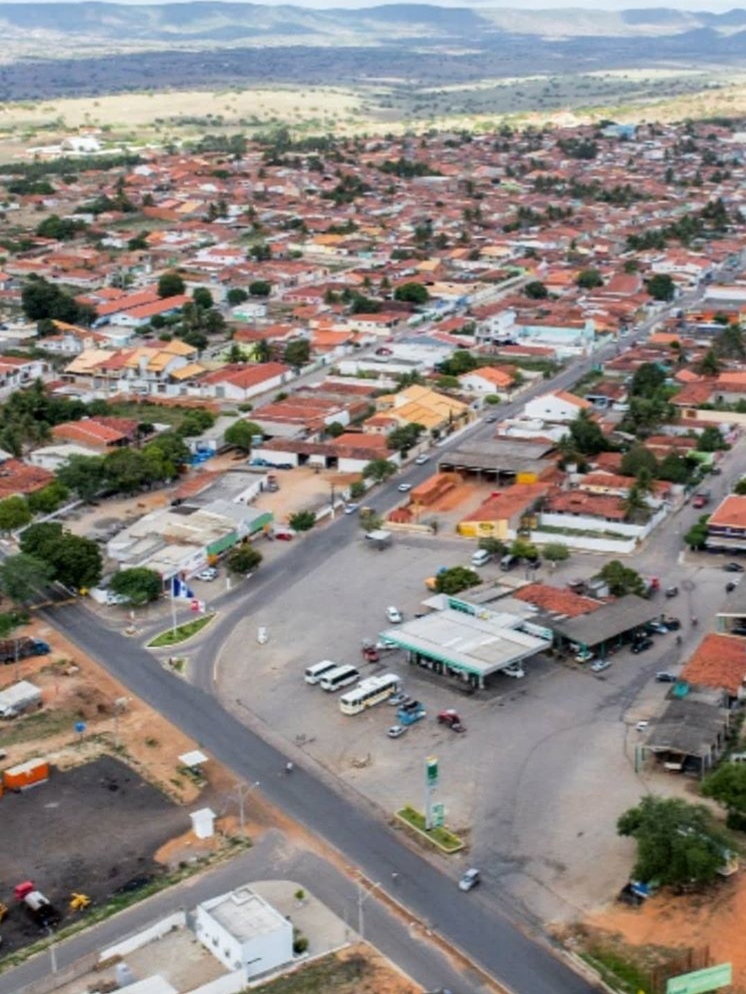
Siège de la municipalité de Girau do Ponciano-AL

## Maires
| Période | Période | Identité              | Étiquette | Qualité |
| ------- | ------- | --------------------- | --------- | ------- |
| 2009    | 2012    | David Ramos de Barros | PTB       |         |